# Joseph Brodsky

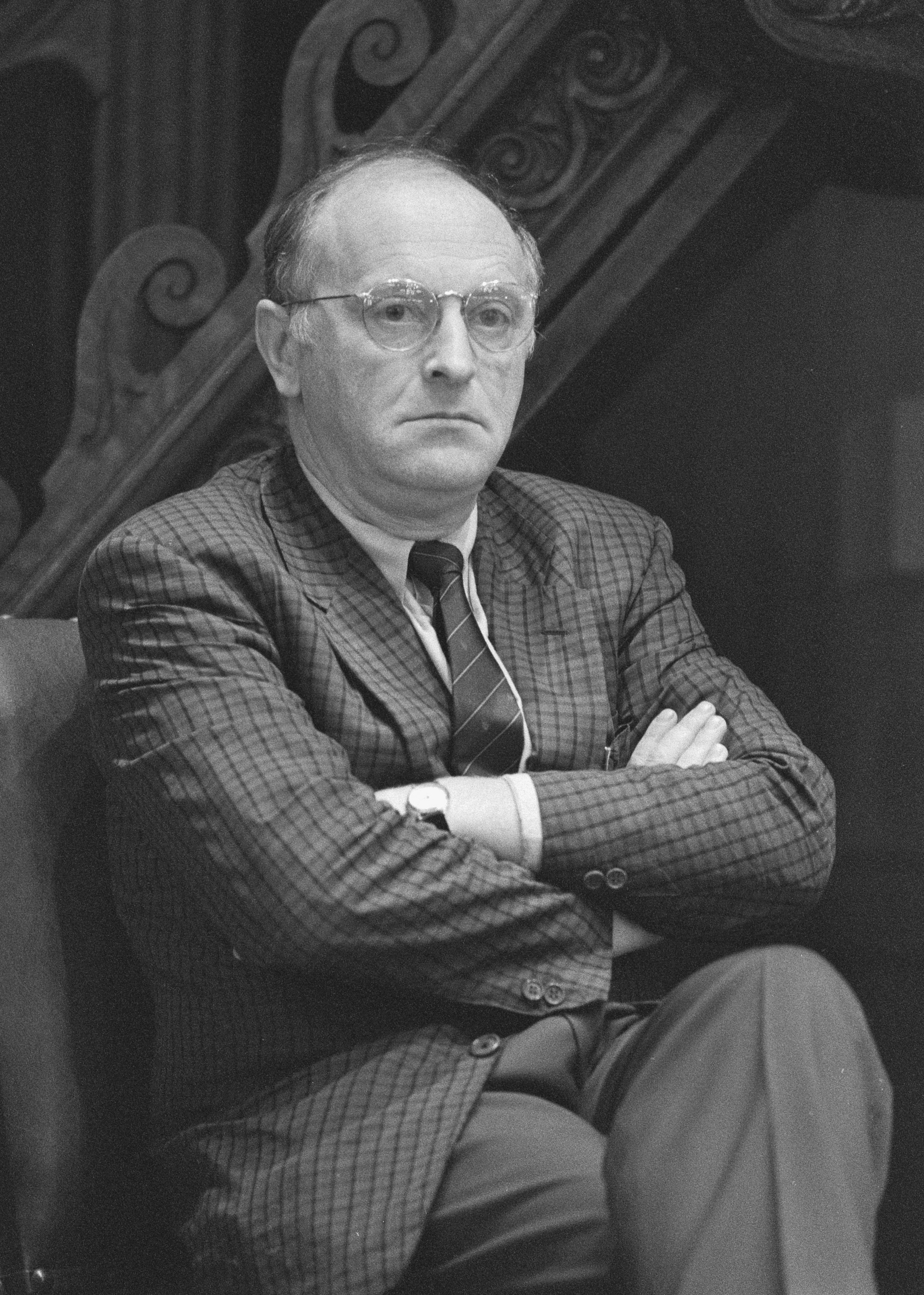
Joseph Brodsky, 1988

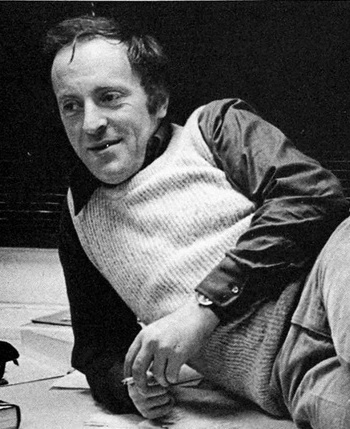
Joseph Brodsky, 1972

Joseph Brodsky (gebürtig Iossif Alexandrowitsch Brodski, russisch Иосиф Александрович Бродский; * 24. Mai 1940 in Leningrad; † 28. Januar 1996 in New York) war ein russisch-US-amerikanischer Dichter und Nobelpreisträger für Literatur.

## Leben

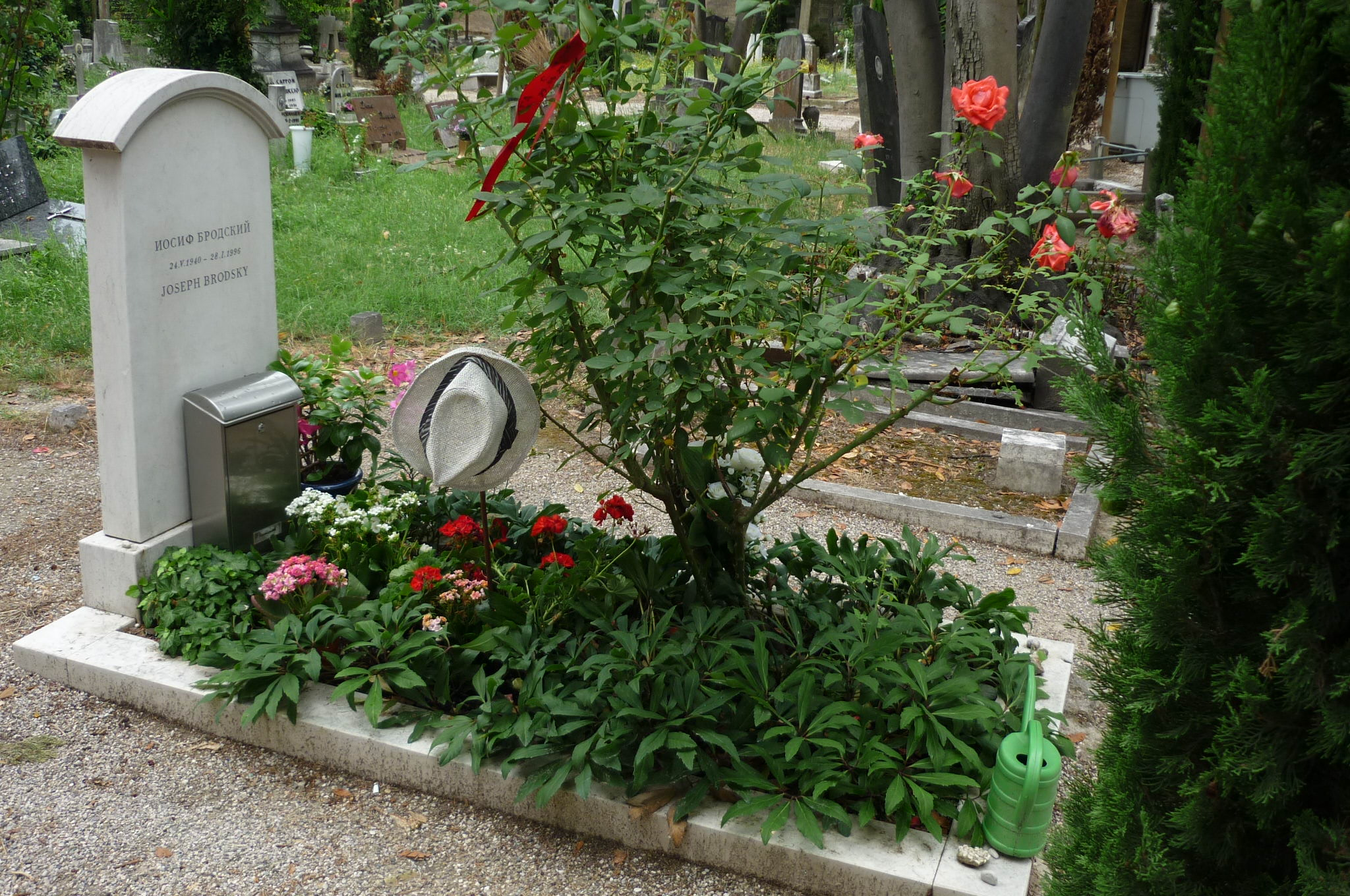

Brodsky ist in Leningrad als Sohn jüdischer Eltern geboren und aufgewachsen, worüber er in seinen Erinnerungen an Petersburg berichtete. Brodsky war ein Einzelkind. Sein Vater Alexander Brodski war ein Fotograf, der im Krieg eine Chronik über die Leningrader Blockade erstellte. Nach dem Krieg diente er als Kapitän 3. Ranges bei der Marine. Die Mutter Marija Moissejewna Wolpert arbeitete im Krieg als Dolmetscherin und half, Informationen von Kriegsgefangenen zu übersetzen. In der Nachkriegszeit war sie als Buchhalterin angestellt.
Joseph Brodsky hatte seinen Vornamen nach Josef Stalin erhalten. Er verließ die Schule in der neunten Klasse, im Alter von 15 Jahren, und nannte den vorzeitigen Schulabgang „seinen ersten freien Willensakt“. In der Folge arbeitete er unter anderem als Fräser, Labor- und Fabrikarbeiter, Krankenhausangestellter und Teilnehmer an geologischen Expeditionen, während deren er zwischen 1957 und 1960 große Teile der Sowjetunion kennenlernte. Im Selbststudium erlernte er Polnisch und Englisch und schrieb Ende der 1950er Jahre erste Gedichte. Daneben arbeitete er an Übersetzungen ausländischer Gedichte. Sowohl eigene Texte als auch Übersetzungen konnte er ab 1960 in einigen Zeitschriften veröffentlichen.
Im November 1963 erschien in einer Leningrader Zeitung ein Artikel, in dem Brodsky nicht nur „Parasitentum“ vorgeworfen wurde, sondern auch behauptet wurde, er hätte die Entführung eines Flugzeugs geplant, um damit ins Ausland zu gelangen. In der Folge wurde er 1964 wegen „Parasitentums“ zu fünf Jahren Zwangsarbeit verurteilt, aber bereits nach 18 Monaten, die er in der Gegend von Archangelsk verbringen musste, entlassen. Eine Niederschrift der Gerichtsverhandlung hatte Frida Wigdorowa verfasst und im Samisdat veröffentlicht.
Am 5. Juni 1972 bürgerten die Behörden Brodsky aus der Sowjetunion aus und setzten ihn, nachdem ihm zuvor alle Manuskripte abgenommen wurden, in ein Flugzeug nach Wien. Brodsky kam „mit einem Koffer und 50 Dollar in der Tasche in Wien an“. Dort nahm sich der US-amerikanische Dichter W. H. Auden, der die Sommermonate in Kirchstetten verbrachte und „dessen Lyrik Brodsky bereits in Leningrad bewunderte“, seiner an. Für den 32-jährigen Schriftsteller begann so „das Abenteuer“ USA.
Im Jahre 1977 erhielt Brodsky die US-amerikanische Staatsbürgerschaft. Seine Gedichte schrieb er weiterhin, mit einigen Ausnahmen, in russischer Sprache, daneben aber auch viel beachtete Essays auf Englisch. 1981 war er MacArthur Fellow. Er war seit 1976 Mitglied der American Academy of Arts and Sciences und seit 1979 der American Academy of Arts and Letters. Er war Mitbegründer der Association of Literary Scholars, Critics and Writers. 1987 wurde Brodsky mit dem Nobelpreis für Literatur ausgezeichnet. Obwohl seine Gedichte nun auch in Russland erschienen, wollte er nicht dorthin zurückkehren. Im Jahre 1996 starb Brodsky in New York an einem Herzinfarkt. Sein Grab befindet sich auf der Friedhofsinsel San Michele in der Lagune von Venedig.

## Joseph-Brodsky-Museum
Am 24. Mai 2015 wurde in der Wohnung in Sankt Petersburg, in der Joseph Brodsky in seiner Jugend wohnte, anlässlich des 75. Geburtstages das Joseph-Brodsky-Museum für einen Tag eröffnet. Die Restaurierungsarbeiten werden voraussichtlich noch einige Jahre andauern, da dort 32 unterschiedliche Schimmelarten entdeckt wurden.
Es gibt ein Kurzessay von Brodsky, in dem er die Lebensverhältnisse in der damaligen Kommunalka (Gemeinschaftswohnung mehrerer Familien) beschreibt. Brodsky lebte bis 1972 in dieser Wohnung, die Familie hatte zwei Zimmer. An Originalmöbeln sind ein Tisch und eine Schreibmaschine erhalten.

## Werk

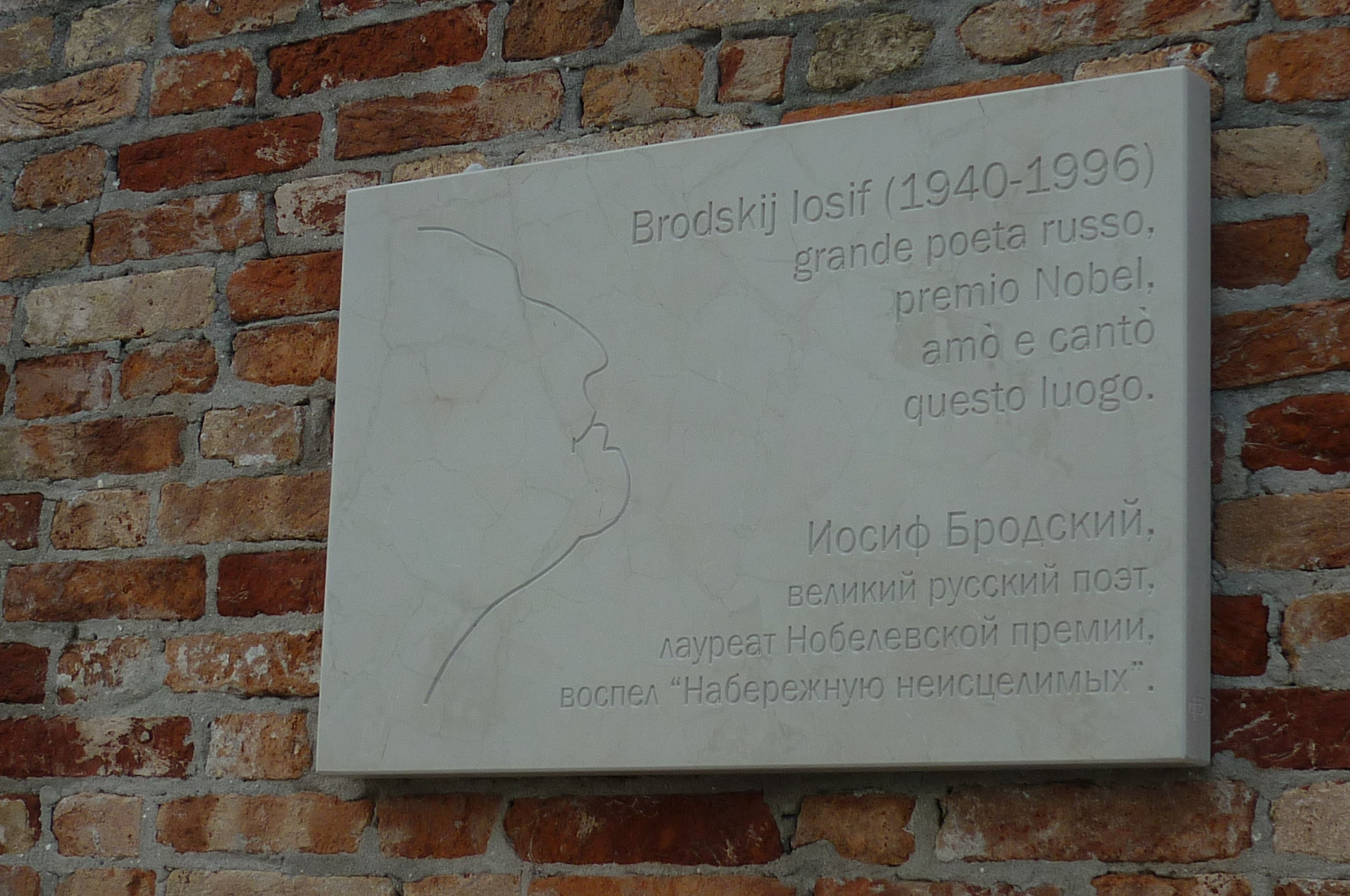
Gedenktafel für Joseph Brodsky in Venedig, im Stadtteil Zattere

Neben seinem vorrangig lyrischen Werk ragt ein stark essayistisch ausgearbeiteter Roman empor: Die Erinnerungen an Petersburg. Darin setzt er sich als Exilant in New York mit dem kollektiven Unbewussten der Russen auseinander. Er schreibt über das Böse, mit dem man sich in Russland zu arrangieren wisse: „… Guten Tag, ich bin das Böse, wie geht es Ihnen …“ Brodsky hinterfragt schon als Kind die sozialistische Planung, begegnet in seiner Jugend autoritären Lehrern, dann die ebenso autoritären Vorarbeiter in der Produktion und weniger schlimm die Aufseher im Gefängnis. Jeder hat das Zeug zum Henker und jeder kann im nächsten Moment Opfer sein. Er greift dabei auch das Thema des tief verwurzelten Antisemitismus auf, mit dem er schon in der Grundschule zu kämpfen hatte; beispielsweise bekam er keine Ausleihkarte für die Schulbibliothek. Wohnraumknappheit, beengte Räume und dazu die Schönheit einer Stadt mit ihren Palästen sind beschrieben. Zu Brodskys literarischen Vorbildern zählen unter anderem Ossip Mandelstam, John Donne, Anna Achmatowa, Marina Zwetajewa und W. H. Auden. Brodsky übersetzte auch Gedichte. Er schrieb in russischer Sprache Gedichte und in englischer Sprache Prosa, Essays und seltener auch Gedichte.
Nach dem Zerfall der Sowjetunion trat Brodsky mit stark nationalistischen Gedichten öffentlich auf. Nach der russischen Annexion der Krim im Jahr 2014 wurde etwa sein – von ihm nicht publiziertes, aber öffentlich vorgetragenes – Schmähgedicht Über die Unabhängigkeit der Ukraine (russisch На независимость Украины) immer wieder von staatsnahen russischen Medien aufgegriffen und zum Gedicht des Jahres erklärt.

## Werke (Auswahl)
- Ausgewählte Gedichte. Bechtle Verlag, München 1966
- Einem alten Architekten in Rom. Gedichte. R. Piper Verlag, München 1978
- Römische Elegien und andere Gedichte. Carl Hanser Verlag, München/Wien 1985
- Erinnerungen an Petersburg. Carl Hanser Verlag, München/Wien 1987. Titel der Originalausgabe: Less Than One: Selected Essays. Farrar, Straus & Giroux, New York 1986[12]
- Flucht aus Byzanz. Essays. Carl Hanser Verlag, München/Wien 1988
- Ufer der Verlorenen. Carl Hanser Verlag, München/Wien 1991
- An Urania. Gedichte. Carl Hanser Verlag, München/Wien 1994
- Von Schmerz und Vernunft. Über Hardy, Rilke, Frost und andere. Carl Hanser Verlag, München/Wien 1996
- Haltestelle in der Wüste. Gedichte. Suhrkamp Verlag, Frankfurt am Main 1997
- Der sterbliche Dichter. Über Literatur, Liebschaften und Langeweile. Carl Hanser Verlag, München/Wien 1998
- Weihnachtsgedichte. Carl Hanser Verlag, München/Wien 2004
- Brief in die Oase. Hundert Gedichte. Carl Hanser Verlag, München/Wien 2006